# Wilhelm Karl W. Knechtel
Wilhelm Karl W. Knechtel (n. 28 septembrie/10 octombrie 1884, București, România – d. 8 martie 1967, București, Republica Socialistă România) a fost un entomolog român de etnie germană, fondator al școlii românești de entomologie agricolă. Membru titular al Academiei Române din 1955 și profesor universitar la București, Knechtel a contribuit semnificativ la protecția plantelor, în special în cultura tutunului, și a descoperit specii noi de tizanoptere, fiind recunoscut ca o autoritate mondială în acest domeniu.

## Biografie

### Educație
Wilhelm Karl W. Knechtel s-a născut într-o familie de etnie germană, fiind fiul horticultorului și entomologului Wilhelm Knechtel, unul dintre primii profesori ai Școlii Centrale de Agricultură de la Herăstrău. A urmat școala primară și liceul în București, absolvind în 1901. Între 1901 și 1904, a studiat la Școala Centrală de Agricultură de la Herăstrău, unde s-a remarcat prin seriozitate. În 1904, a fost trimis pentru perfecționare la Școala Superioară de Agricultură Stuttgart-Hohenheim (Germania), pe care a absolvit-o în 1907. Ulterior, între 1912 și 1914, s-a specializat în protecția plantelor în Italia (Napoli-Scatati) și la Institutul de Biologie din Berlin-Dahlem, sub îndrumarea profesorilor Peters și Barret, devenind unul dintre cei mai importanți specialiști în protecția tutunului împotriva bolilor și dăunătorilor.

### Carieră profesională
După absolvirea studiilor la Hohenheim, Knechtel a fost angajat în 1907 ca inginer de cultură la Regia Monopolurilor Statului (RMS), secția Cultura Tutunului, în circumscripția Titu-Dâmbovița, unde a activat până în 1912. Între 1912 și 1914, RMS i-a finanțat o perioadă de specializare în Italia și Germania. În 1916, a fost numit subdirector la RMS, iar între 1918 și 1920 a ocupat postul de profesor de fitopatologie și entomologie la Școala Specială de Viticultură din Chișinău, fiind și șef al Stațiunii de Bioentomologie din Chișinău.
În 1921, s-a întors la București ca inspector entomolog la Ministerul Agriculturii și Domeniilor (MAD), funcție în care a activat ca consultant pe tot parcursul carierei. Din 1924, a fost șef al Laboratorului de Zoologie Descriptivă al Facultății de Științe a Universității din București și conferențiar de entomologie la Școala Superioară de Agricultură de la Herăstrău. După înființarea Institutului de Cercetări Agronomice al României (ICAR) în 1929, a fost numit de Gheorghe Ionescu-Șișești, fost coleg de studii, la conducerea sectorului de entomologie, unde a activat până în 1950. Între 1940 și 1944, a fost conferențiar universitar la Facultatea de Agronomie din București.
Knechtel a participat la numeroase congrese internaționale, inclusiv la Congresul Institutului Internațional Agricol de la Roma (1927), unde a prezentat o lucrare despre lăcuste. A fost membru titular al Academiei Române din 1955.

## Activitate didactică și științifică
Knechtel a fost un profesor dedicat, contribuind la formarea entomologiei agricole românești. A condus secția de entomologie a ICAR între 1929 și 1950, axându-se pe combaterea dăunătorilor majori ai agriculturii. A format un colectiv valoros de cercetători, printre care Gr. Eliescu, M.A. Ionescu, C. Manolache și Florica Dimitriu, consolidând școala românească de entomologie. A publicat peste 120 de lucrări științifice, multe traduse în limba germană, reflectând legătura sa cu rădăcinile germane.

## Cercetări
Knechtel a fost fondator al cercetărilor de entomologie agricolă în România, cu un accent particularly pe tizanoptere (Thysanoptera). A descris 14 specii noi pentru știință și a publicat monografia de referință *Thysanoptere din România. Studii morfologice* (1923), dedicată tatălui său, rezultat al unei munci de 12 ani. Lucrarea, sprijinită de profesori precum H. Kamy și H. Prisner, include descrieri morfologice detaliate, sistematica și arealul geografic al speciilor, fiind recunoscută pe plan mondial.
A efectuat cercetări ample asupra insectelor dăunătoare, în special în cultura tutunului, publicând lucrări precum *Un inamic al tutunului, Tanymecus palliatus* (1912) și *Phytium de Baryamtm* (1914). Alte studii au vizat păduchele țestos, rățișoara porumbului și gărgărița fructelor. A contribuit la *Fauna RPR*, inclusiv volumul IX, cu lucrări despre Thysanoptera și Orthoptera, în colaborare cu Andrei Popovici-Bîznoșanu. Lucrarea sa despre *Himenoptera* (1965) și *Ordinul Saltatoria* (1959) au adus contribuții majore în ecologia și sistematica insectelor.
A fost un susținător al organizării protecției plantelor, inspirându-se din modele precum Biroul de Entomologie din SUA. A promovat metode de combatere biologică și mecanică, adaptând principii germane prin Camerele Agricole județene, cu rezultate notabile în combaterea păduchelui de San Jose în 1927.

## Lucrări publicate
Knechtel a publicat 65 de lucrări științifice în reviste din țară și străinătate, precum *Viața agricolă*, *Buletinul agriculturii* și *Revista horticolă*. Dintre cele peste 120 de lucrări, multe au fost traduse în germană. Printre cele mai importante:
- Insectele vătămătoare din România și mijloacele de combatere a lor (1909, în colaborare cu Wilhelm Knechtel)
- Un inamic al tutunului, Tanymecus palliatus (1912)
- Din insectele dăunătoare tutunului (1913)
- Phytium de Baryamtm (1914)
- Phlyctaenodes Strictalis. Un vătămător al tutunului (1915)
- Thysanoptere din România. Studii morfologice, *Buletinul agriculturii*, vol. 2, 3, 4, București, 1923
- Un mare dușman al mărului. Păduchele lînos, Cartea Românească, București, 1923
- Moliile strugurilor. Gfysta Ambiguella și Polychrosiz botrana, Cartea Românească, București, 1925
- Rolul stațiunilor entomologice (1928)
- Rolul entomologiei față de agricultura noastră (1929)
- Studiu asupra repartiției Thysanopterelor din România (teza de doctorat, 1937)
- Animalele dăunătoare și folositoare agriculturii (1938, în colaborare)
- Observații asupra afidului Doralina pomme, De Geer, în România (1941)
- Observații asupra sistematicii unor Aphyde din România, *Analele ICAR*, vol. 12, 1940
- Oeckologischzoogeographische Studium an Coleopteren des rumänischen Faunnfebeites (1944)
- Oekologisch-funistische Untersuchungen an Thysanopteren Rumäniens (1947)
- Orthoptera; Saltatores; Dermoptera; Blatodes; Mantodea (1959, în colaborare cu Andrei Popovici-Bîznoșanu)
- Himenoptera-Subfamilia Apinae (1965)
- Aspecte Thysanopterologice carpatine (1967)

## Imagine
O imagine istorică a Școlii Centrale de Agricultură de la Herăstrău, construită în 1896, unde Wilhelm Karl W. Knechtel a studiat și unde tatăl său, Wilhelm Knechtel, a fost profesor, este disponibilă online: Școala Centrală de Agricultură – Herăstrău, 1896.

## Distincții
- Premiul de Stat (1951), pentru lucrarea asupra Thysanopterelor
- Membru titular al Academiei Române (1955)
- Ordinul Muncii clasa I (31 decembrie 1956) „cu prilejul împlinirii a 90 de ani de la înființarea Societății Academice Romîne, pentru merite deosebite în muncă”[2]
- Ordinul „Steaua Republicii Populare Romîne” clasa I (16 octombrie 1964) „pentru merite deosebite în domeniul științific și didactic”[3]
- Ordinul „Meritul Științific” clasa I (26 septembrie 1966) „pentru merite deosebite în activitatea științifică, cu prilejul Centenarului Academiei Republicii Socialiste România”[4]